# Comocritis
Comocritis é um gênero de mariposa pertencente à família Acrolepiidae.